# Richard Ducroz
Richard Ducroz (* 11. Juni 1983 in Chamonix) ist ein französischer Curler.
Ducroz’ größter Erfolg war bisher der Gewinn der Goldmedaille bei der Curling-Juniorenweltmeisterschaft-B 2001 in Tårnby.
Als Second spielte Ducroz bei den Olympischen Winterspielen 2010 in Vancouver im Team Frankreich mit Skip Thomas Dufour, Third Tony Angiboust, Second Jan Henri Ducroz und Alternate Raphaël Mathieu. Die Mannschaft belegte den siebten Platz.